# Kaczały
Kaczały (białorus. Качалы) – wieś w Polsce położona w województwie podlaskim, w powiecie hajnowskim, w gminie Narew.

## Historia
Wieś królewska wójtostwa narewskiego w ziemi bielskiej województwa podlaskiego w 1795 roku.
Według Pierwszego Powszechnego Spisu Ludności, przeprowadzonego w 1921 r., wieś liczyła 12 domostw, które zamieszkiwało 69 osób. Większość mieszkańców miejscowości, w liczbie 39 osób, zadeklarowało wyznanie prawosławne, zaś pozostałe 30 rzymskokatolickie. Podział religijny mieszkańców wsi Kaczały pokrywał się z ich strukturą narodowo-etniczną, gdyż 39 osób podało białoruską przynależność narodową, a 30 polską. W owym czasie miejscowość znajdowała się w gminie Narew w powiecie bielskim.
W latach 1975–1998 miejscowość administracyjnie należała do województwa białostockiego.

## Inne
W strukturach administracyjnych Cerkwi prawosławnej w Polsce wieś podlega parafii pw. Podwyższenia Krzyża Pańskiego w pobliskiej Narwi, a wierni kościoła rzymskokatolickiego do parafii pw. Wniebowzięcia Najświętszej Maryi Panny i św. Stanisława Biskupa i Męczennika w Narwi.
Z Kaczałami związany był rodzinnie abp Miron Chodakowski, bowiem stąd pochodziła jego matka Maria z d. Iliaszuk.